# Drevni jezici
Drevni jezici, u lingvistici naziv za jezike koji su se govorili u drevno (antičko) doba, prije naprimjer jednog milenija. Kriteriji dodjeljivanja identifikatora nekom jeziku su da ima svoju posebnu literaturu i da je evidentiran kao poznati jezik koji se u jednom vremenu u povijesti govorio unutar jedne zajednice. 
ISO 639-3 na popisu drevnih jezika ima:
akadski jezik [akk], aramejski jezik [arc], avestički jezik [ave], starocrkvenoslavenski [chu], mesapijski jezik [cms], eteokretski jezik [ecr], eteociprijotski jezik [ecy], egipatski [egy], elamitski jezik [elx], Etruščanski jezik [ett], Geez [gez], mikenjanski grčki [gmy], gotski jezik [got], hetirski [hit], Hijeroglifski luvijski [hlu], srednjohetitski [htx], marsijski [ims], milijski jezik [imy], minejski jezik [inm], kawi jezik [kaw], khotanski jezik [kho], linearni A (jezik) [lab], latinski jezik [lab], langobardski jezik [lng], neohetitski [nei], norički [nrc], sjevernopicenski [nrp], numidski [nxm], staroramejski [oar], moabitski [obm], starokineeski [och], starohetitski [oht], minojski [oht], staroosetski [oos], oskički [osc], starotamilski [oty], pahlavi [pal], paelignijski [pal], fenički [phn], pali jezik [pli], palajski [plq], pyu (sinotibetski drevni jezik) [pyx ], sanskrt [san], sabinjanski [sbv], sikulski [scx], sogdijanski [sog], južnopicenski [spx], sumerski [sux], sikanski [sxc], Sorothaptski [sxo], toharski B (jezik) [txb], tangutski [txg], trački [txh], tarteški jezik [txr], ugaritski [txr], marucinski [umc], ekvijski [xae], akvitanski [xaq], baktrijski [xbc], kamunski [], mizijski jezik [yms], kaškejski jezik [zsk], keltiberski jezik [xce], cisalpinski galski jezik [xcg], horazmijski jezik [xco], karijski jezik [xcr], dački jezik [xdc], edomitski jezik [xdm], eblanski jezik [xeb], epi-olmečki jezik [xep], faliskički jezik [xfa], galaćanski jezik [xga], harami jezik [xha], hadramski jezik [xhd], hernijski jezik [xhd], hatski jezik [xht], hurijski jezik [xhu], iberski jezik [xib], ilirski jezik [xil], jezik doline indus [xiv], likijski jezik [xlc], lidijski jezik [xld], lemnoski jezik [xle], ligurski jezik (drevni) [xlg], liburnski jezik [xli], alanski jezik [xln], lepontski jezik [xlp], luzitanski jezik [xls], luvijski jezik [xlu], elimski jezik [xly], medijski jezik [xme], drevni makedonski jezik [xmk], meroitski jezik [xmr], drevni sjevernoarapski jezik [xna], frigijski jezik [xpg], partski jezik [xpr], punski jezik [xpu], katabanski jezik [xqt], retijski jezik [xrr], sabejski jezik [xsa], skitski jezik [xsc], sidetijski jezik [xsd], transalpinski galski jezik [xtg], umbrijski jezik [xum], toharski A (jezik) [xto], rani tripurski jezik [xtr], urartski jezik [xur], venetski jezik [xve], vandalski jezik [xvn], volščanski jezik [xvo], vestinski jezik [xvs], Zhang-Zhung jezik [xzh]

## Vanjske poveznice
- Ethnologue (16th)